# جيم إيتكن
جيم إيتكن (بالإنجليزية: Jim Aitken)‏ هو لاعب اتحاد الرغبي بريطاني، ولد في 22 نوفمبر 1947 في Penicuik ‏ في المملكة المتحدة.

## وصلات خارجية
- جيم إيتكن عل موقع إسبنسكروم (الإنجليزية)